# Mozart – The da Ponte operas

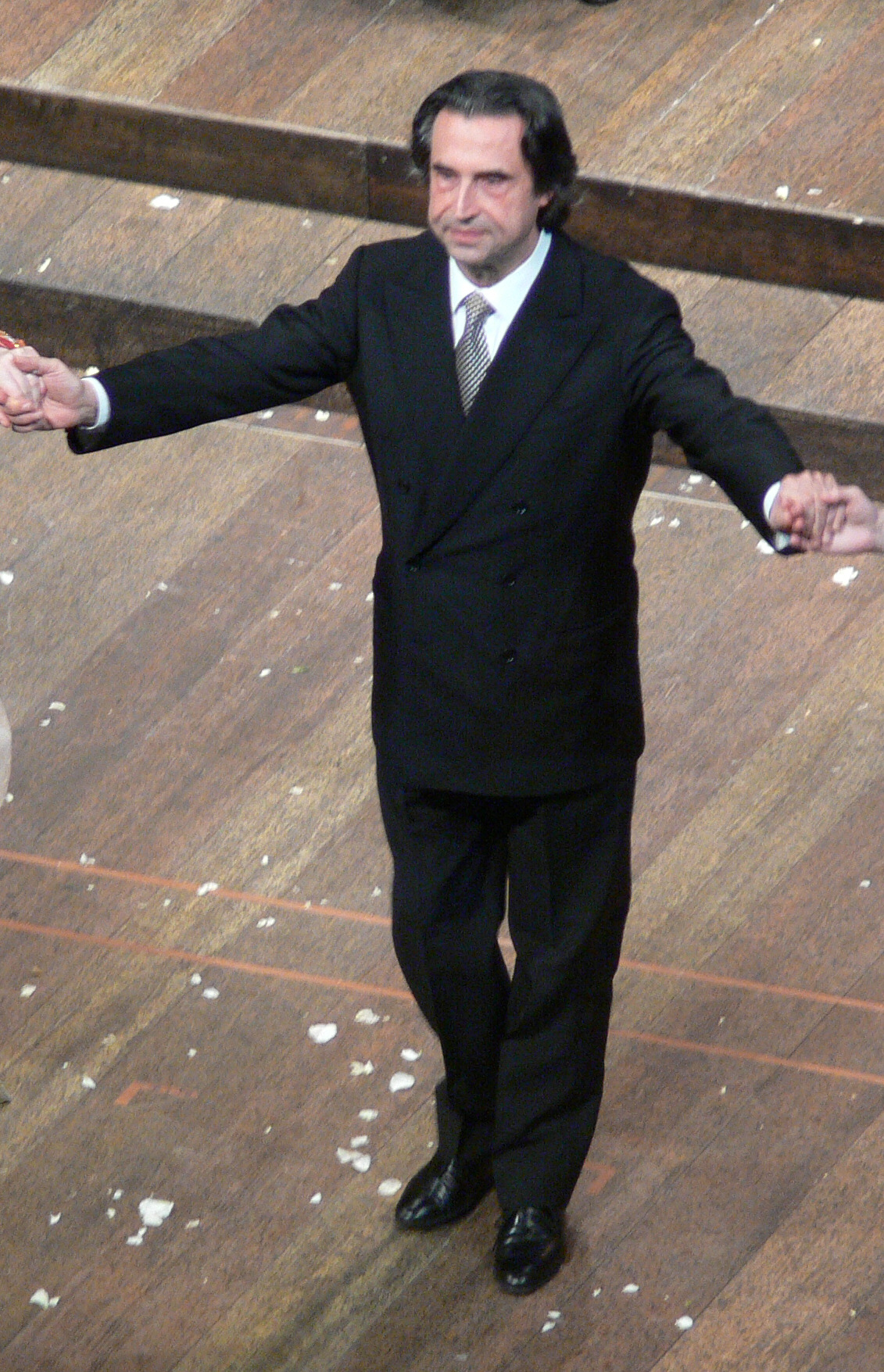
R. Muti

Mozart – The da Ponte operas – klasyczny CD box wydany w roku 2002 przez EMI, zawierający na dziewięciu płytach trzy (wszystkie tej pary kompozytor-librecista) opery, do których muzykę skomponował Wolfgang Amadeus Mozart, a libretto napisał Lorenzo Da Ponte oraz mały folder z opisem tych oper w językach: angielskim, niemieckim, francuskim i włoskim. Nagrania łączy także osoba dyrygenta, którym jest Riccardo Muti oraz orkiestra – Wiener Philharmoniker.

## Zawartość i wykonawcy
- Wesele Figara, rok nagrania 1986, Thomas Allen, Kathleen Battle, Jorma Hynninen, Margaret Price, Ann Murray, Kurt Rydl, Mariana Nicolesco, Alejandro Ramirez, Ernesto Gavazzi, Patricia Pace, Franco deGrandis.
- Don Giovanni, rok nagrania 1990, William Shimell, Samuel Ramey, Cheryl Studer, Carol Vaness, Frank Lopardo, Susanne Mentzer, Natale de Carolis.
- Così fan tutte (KV 588), na żywo z Salzburga, rok 1982,Margaret Marshall, Agnes Baltsa, James Morris, Francisco Araiza, Kathleen Battle, José van Dam.